# Eugenijus Petrovas
Eugenijus Petrovas (* 26. April 1936 in Leningrad, RSFSR, UdSSR; † 28. November 2023 in Vilnius) war ein litauischer Politiker russischer Herkunft.

## Leben
Nach dem Abitur 1955 in Joniškėlis bei Pasvalys absolvierte er 1960 das Diplomstudium der Physik am Šiaulių pedagoginis institutas. Von 1960 bis 1963 arbeitete er in Šiauliai als Lehrer. Von 1963 bis 1969 lehrte er am Leichtindustrie-Technikum Vilnius. Von 1969 bis 1973 arbeitete er an einem Institut von Lietuvos mokslų akademija. Von 1973 bis 1979 war er Ingenieur im Industrieverband „Venta“ und von 1979 bis 1990 im Werk „Helikonas“. Von 1990 bis 1992 war er Abgeordneter im Seimas.